# Pirkko Korkee
Pirkko Korkee (25 mars 1927 à Virrat) est une ancienne fondeuse finlandaise.

## Championnats du monde
- Championnats du monde de ski nordique 1958 à Lahti 
  -  Médaille d'argent en relais 3 × 5 km.